# Kramolna
Obec Kramolna (německy Kramolna) se nachází v okrese Náchod, kraj Královéhradecký, zhruba 2 km zsz. od Náchoda. Žije zde přibližně 1 100 obyvatel.

## Části obce
- Kramolna (k. ú. Kramolna a Městská Kramolna)
- Lhotky (k. ú. Lhotky)
- Trubějov (k. ú. Trubějov)

## Historie
První písemná zmínka o obci pochází z roku 1415. V 50. letech 20. století byla součástí města Náchod.

## Pamětihodnosti
- Kaple Panny Marie
- Kaple Jména Panny Marie